# Eois simulata
Eois simulata är en fjärilsart som beskrevs av Paul Dognin 1911. Eois simulata ingår i släktet Eois och familjen mätare. Inga underarter finns listade i Catalogue of Life.